# Relations entre l'Autriche et la Hongrie
Les relations entre l'Autriche et la Hongrie sont établies en 1921. Les deux pays ont partagé une histoire commune multiséculaire de 1526 à 1918 (sous la tutelle de la Maison de Habsbourg devenue en 1736 Maison de Habsbourg-Lorraine) et ont été entre 1867 et 1918 les deux pôles de l'Empire austro-hongrois.
Le Burgenland, aujourd'hui land d'Autriche, est hérité du royaume de Hongrie : il a opté en 1918, conformément au principe d’autodétermination du dixième des 14 points du président Wilson, pour la république d'Autriche allemande. Cela sera reconnu aux traités de Trianon et de Saint-Germain mais en 1922, un plébiscite eut lieu concernant sa capitale, Ödenbourg (en hongrois Sopron), qui choisit de revenir à la nouvelle Hongrie indépendante.

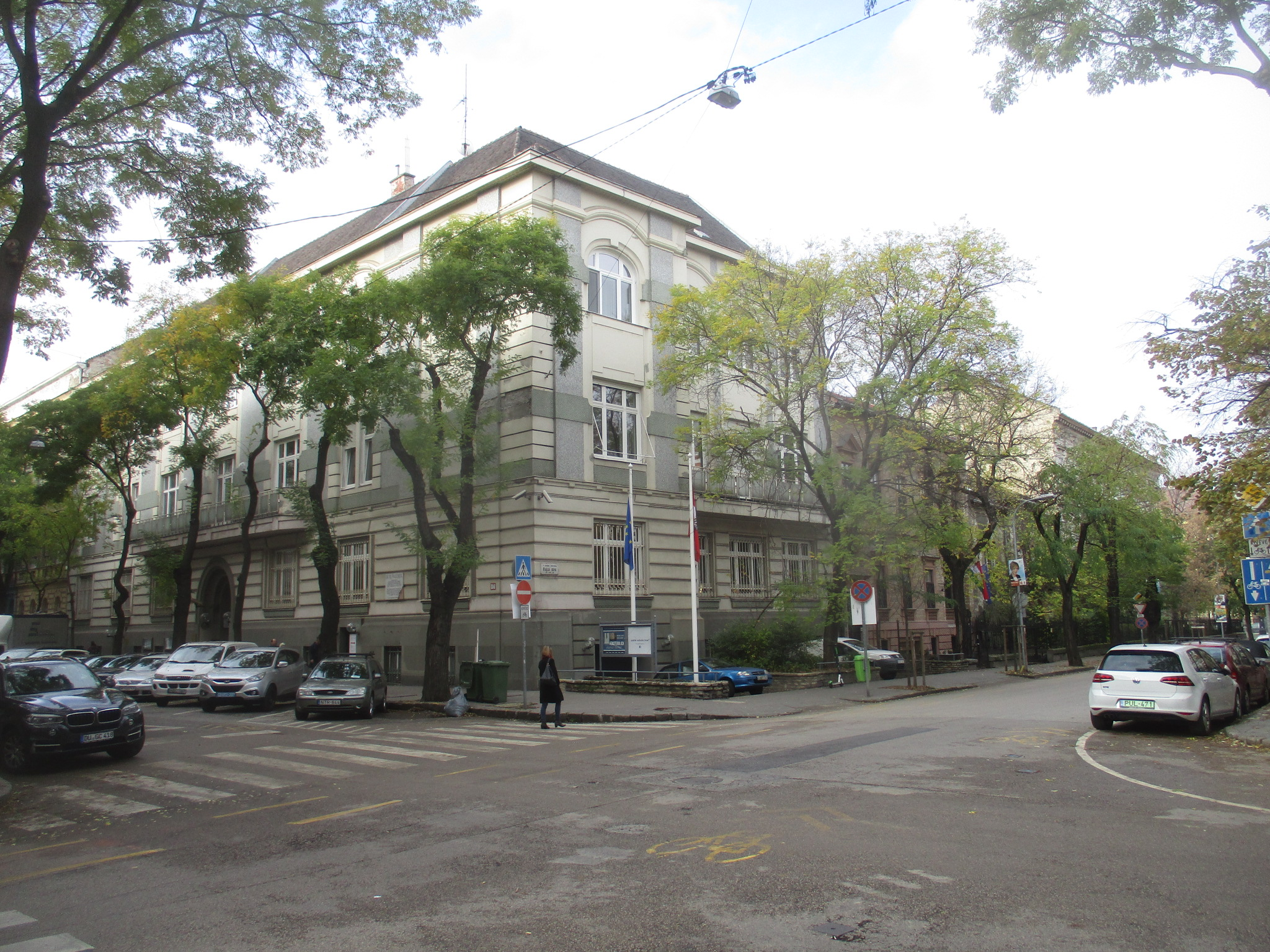
L'ambassade d'Autriche à Budapest
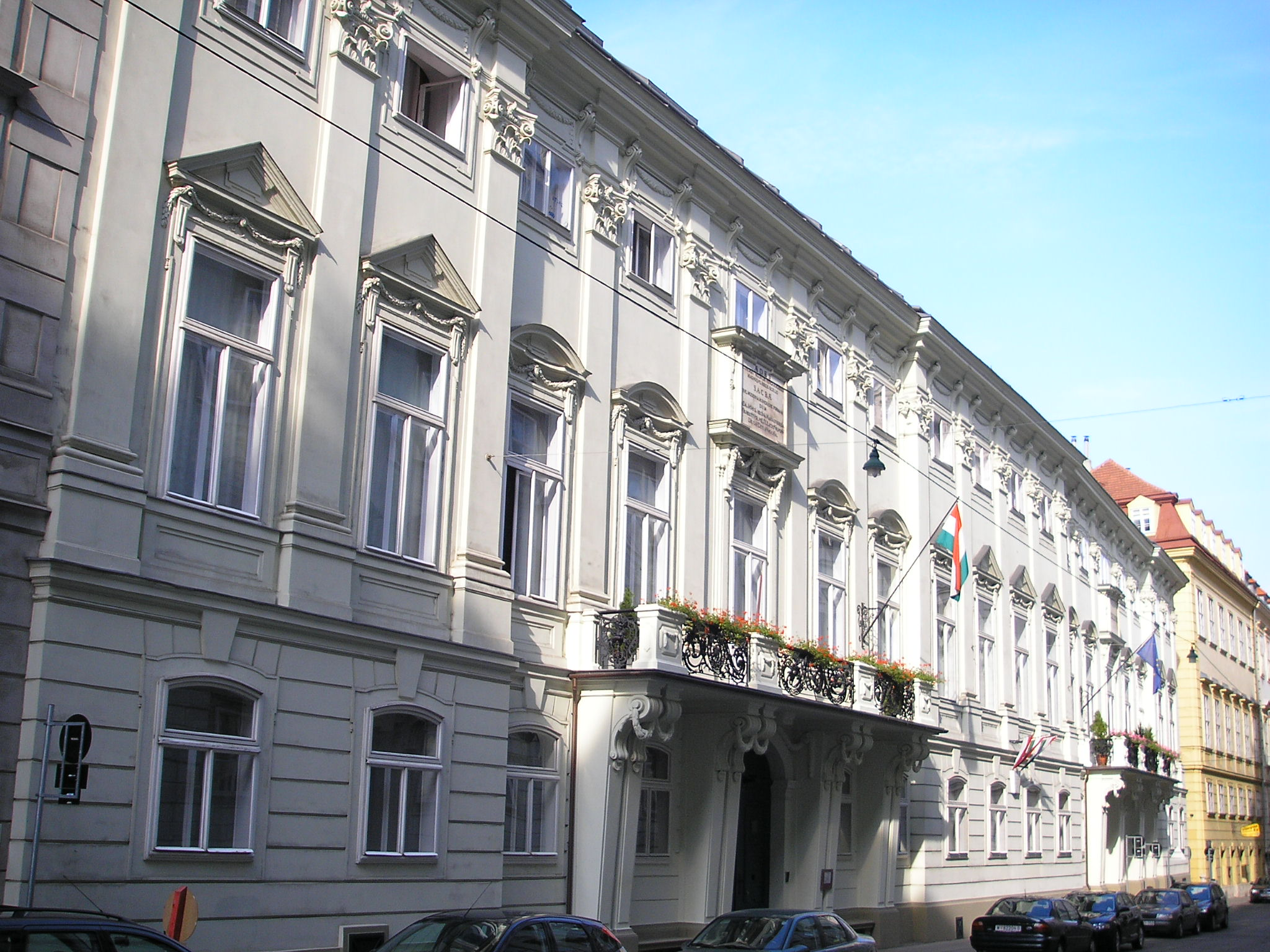
L'ambassade de Hongrie à Vienne

L'Autriche a une ambassade à Budapest et six consulats honoraires (à Pécs, Nyíregyháza, Szombathely, Székesfehérvár, Szeged et à Veszprém). La Hongrie a une ambassade à Vienne et huit consulats honoraires (à Brégence, Graz, Horitschon, Innsbruck, Klagenfurt, Linz, Maria Enzersdorf et Salzbourg).
Les deux pays partagent une frontière commune longue de 366 kilomètres et sont membres de l'Union européenne.

## Relations économiques
Elles ont été très limitées entre 1945 et 1989 du fait que la frontière commune était fermée, fortifiée et électrifiée, les deux états faisant partie de deux systèmes économiques antagonistes : l'Autriche avait adopté l'économie de marché dans un cadre politique libéral, tandis que la Hongrie avait une économie planifiée d'État dans un cadre politique où le Parti communiste hongrois était parti unique et régentait tout. Depuis l'ouverture du rideau de fer, les citoyens européens, les marchandises et les trains circulent librement entre les deux pays, tous deux membres de l'espace Schengen.